# Кук, Эй Джей
Эй Джей Кук (англ. A.J. Cook, род. 22 июля 1978, Ошава, Онтарио, Канада) — канадская актриса, наиболее известная благодаря роли специального агента ФБР Дженнифер «Джей-Джей» Джеро в сериале «Мыслить как преступник» и Кимберли Корман в фильме «Пункт назначения 2».

## Ранние годы
Эй Джей родилась в Ошаве, Онтарио Канада, но провела большую часть детства в Уитби. Её отец, Майк — школьный учитель, а мать, Сандра — психиатр. Есть два брата — Пол и Нейтан, и сестра — Анджела. Кук являлась членом Церкви Иисуса Христа Святых последних дней, то есть мормон, но на данный момент не является ее практикующим членом. Танцевала с 4-х лет, брала уроки балета, чечётки и джазового танца. Участвовала в соревнованиях много лет, пока в возрасте 17-ти лет не решила попробовать свои силы в актёрстве. Фильм «Грязные танцы» с Патриком Суэйзи в главной роли вдохновил её стать актрисой. 

## Карьера
Первой актёрской работой Кук были съёмки в рекламе McDonalds в 1997 году. Далее последовали небольшие роли в фильмах «Звёздные герои» и «На месте отца», и сериалах «Мурашки» и «Пси Фактор: Хроники паранормальных явлений». В 1999 году ей неожиданно улыбнулась удача, она получила роль одной из сестёр Лисбон, Мэри, в фильме Софии Копполы «Девственницы-самоубийцы» с участием Джоша Хартнетта, Кирстен Данст, Джеймса Вудса и Кэтлин Тёрнер.
В 2000 году выходит драматический сериал «Выше земли» про подростков, где Эй Джей исполнила роль Шелби Меррик, но сериал закрыли после первого сезона. 2003 год отметился выходом фильма «Пункт назначения 2», в котором Кук сыграла роль главного персонажа Кимберли Корман. В том же году на канале FOX начался показ сериала «Вернуть из мёртвых», Эй Джей в первом сезоне исполнила роль Линдси Уокер, лучшей подруги Тру Дэвис (Элайза Душку). Сериал закрыли после первого сезона, но позже в эфир вышли 6 серий второго сезона, где героини Эй Джей уже не было.
В 2005 году Эй Джей начинает сниматься в криминальной драме «Мыслить как преступник», в котором она снималась до 2020 года. 14 июня 2010 года было объявлено, что по контракту её персонаж не будет регулярным в шестом сезоне. В шестом сезоне сериала её героиня была переведена в Вашингтон, однако её вернули на два эпизода из-за многочисленных писем и просьб поклонников сериала к продюсерам шоу. Также она вернулась в эпизоде ухода из сериала Пэйджет Брюстер. 16 апреля 2011 года сообщили, что Кук подписала новый контракт на съёмки в следующих двух сезонах.
В 2006 году вышли фильмы с её участием «Меня зовут Рид Фиш» и «Ночные небеса».

## Личная жизнь
С 3 августа 2001 года Эй Джей замужем за музыкантом Нейтаном Андерсеном, с которым познакомилась в Университете долины Юты (Utah Valley University), где у них было несколько общих предметов. Затем Кук переехала с ним в Солт-Лейк-Сити. Сейчас оба живут в Лос-Анджелесе на время её съемок с середины 2002 года. У супругов есть сын — Мехай Аллан Андерсен (род.13.09.2008). 23 июля 2015 года у пары родился второй сын Феникс Скай Андерсен.

## Фильмография
| Год       |    | Русское название                           | Оригинальное название                  | Роль                      |
| --------- | -- | ------------------------------------------ | -------------------------------------- | ------------------------- |
| 1997      | ф  | Звёздные герои                             | Laserhawk                              | девушка #1                |
| 1997      | тф | На месте отца                              | In His Father's Shoes                  | Лиза                      |
| 1997      | с  | Мурашки                                    | Goosebumps                             | Ким Картер                |
| 1997      | тф | Элвис встречает Никсона                    | Elvis Meets Nixon                      | девушка-хиппи             |
| 1997—1998 | с  | Пси Фактор: Хроники паранормальных явлений | PSI Factor                             | Ли Мэйсон / Джил Старлинг |
| 1999      | тф | Голубая луна                               | Blue Moon                              | Элисон                    |
| 1999      | ф  | Девственницы-самоубийцы                    | The Virgin Suicides                    | Мэри Лисбон               |
| 1999      | тф | Тинейджеры — колдуны                       | Teen Sorcery                           | Дон                       |
| 2000      | тф | Винтовая лестница                          | The Spiral Staircase                   | местная девушка           |
| 2000      | с  | Выше земли                                 | Higher Ground                          | Шелби Меррик              |
| 2000      | с  | Первая волна                               | First Wave                             | Линдси Тилден             |
| 2001      | тф | Исполнитель желаний 3: Дьявольский камень  | Wishmaster 3: Beyond the Gates of Hell | Диана Коллинз             |
| 2001      | ф  | Возвращение Джека Потрошителя              | Ripper: Letter from Hell               | Молли Келлер              |
| 2001      | ф  | Отмороженные                               | Out Cold                               | Дженни                    |
| 2002      | ф  | Дом по соседству                           | The House Next Door                    | Лори Питерсон             |
| 2003      | ф  | Пункт назначения 2                         | Final Destination 2                    | Кимберли Корман           |
| 2003      | с  | Мёртвые, как я                             | Dead Like Me                           | Шарлотта                  |
| 2003—2004 | с  | Вернуть из мёртвых                         | Tru Calling                            | Линдси Уокер              |
| 2005      | тф | Кровососы                                  | Bloodsuckers                           | Фиона Кеннеди             |
| 2006      | ф  | Меня зовут Рид Фиш                         | I’m Reed Fish                          | Тереза                    |
| 2006      | тф | Исчезновение                               | Vanished                               | Хоуп                      |
| 2007      | ф  | Ночные небеса                              | Night Skies                            | Лилли                     |
| 2008      | ф  | Misconceptions                             | Misconceptions                         | Миранда Блисс             |
| 2010      | ф  | День матери                                | Mother’s Day                           | Викки Райс                |
| 2011      | с  | Закон и порядок: Специальный корпус        | Law & Order: Special Victims Unit      | Дебби Шилдс               |
| 2011      | тф | Вернуть Эшли домой                         | Bringing Ashley Home                   | Либба Филлипс             |
| 2012      | ф  | Не святой                                  | Least Among Saints                     | Шерил                     |
| 2013      | ф  | Оборотень                                  | Wer                                    | Кейт Мур                  |
| 2019      | ф  | Бэк Форк                                   | Back Fork                              | Нида                      |
| 2005—2020 | с  | Мыслить как преступник                     | Criminal Minds                         | Дженнифер Джеро           |